# École de Dickursby
L'école de Dickursby (suédois : Dickursby skola) est une école primaire suédophone du quartier de Jokiniemi à Vantaa en Finlande,.

## Présentation
L'ecole de Dickursby skola est une école primaire de langue suédoise. 
L'école couvre la maternelle et les niveaux 1 à 6. 
En 2015, la petite école Kyrkoby skola située dans la paroisse rurale d'Helsinki a été rattachée administrativement à l'école. 
Ainsi, les écoles ont un directeur commun.
En 2019, au total, 179 élèves étudient sur les deux sites,.
L'ecole de Dickursby a ouvert ses portes en 1896. 
Dans la cour de l'école, il y a un ancien bâtiment scolaire en bois utilisé pour l'enseignement primaire et un bâtiment scolaire en pierre,.
Le nouveau et l'ancien bâtiment de l'école sont protégés.
La bibliothèque d'Hiekkaharju est installée à côté de l'école.

## Vues de l'école de Dickursby

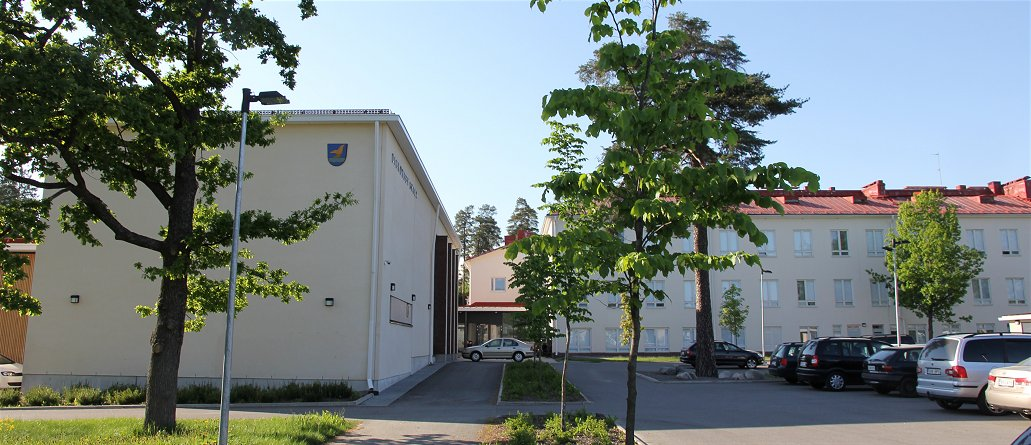
La cour.
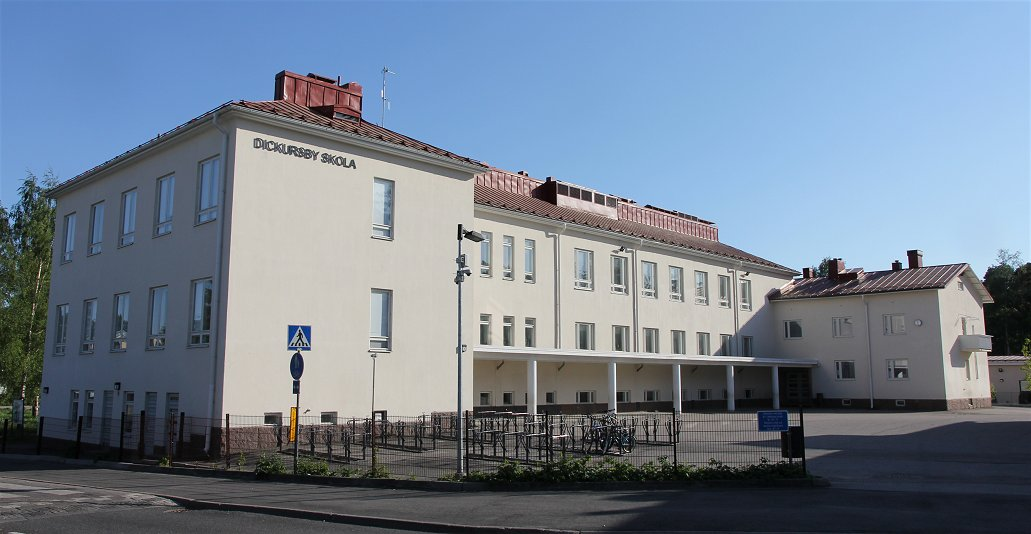
Le bâtiment scolaire en pierre.
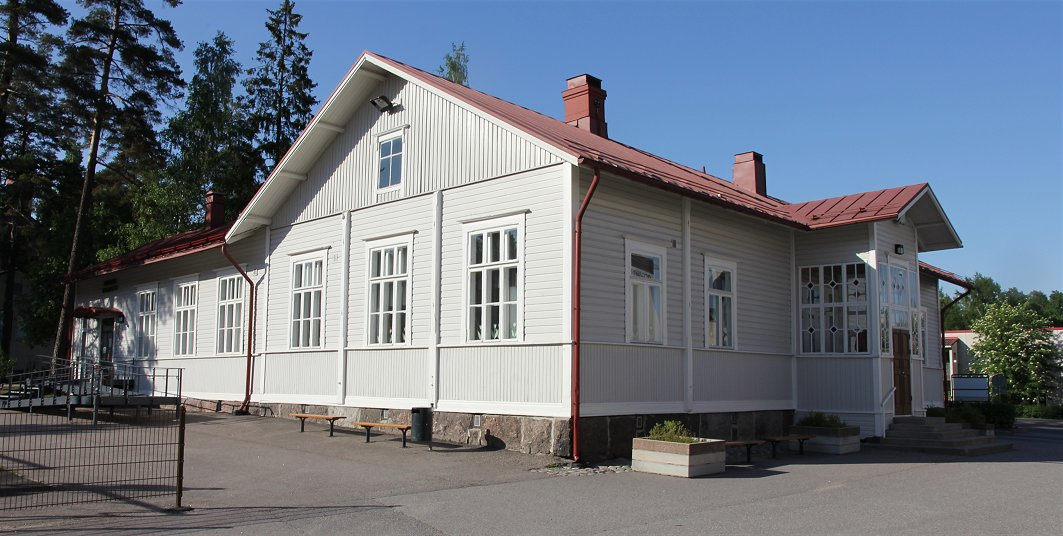
Le bâtiment en bois.